# ا جا نای کا

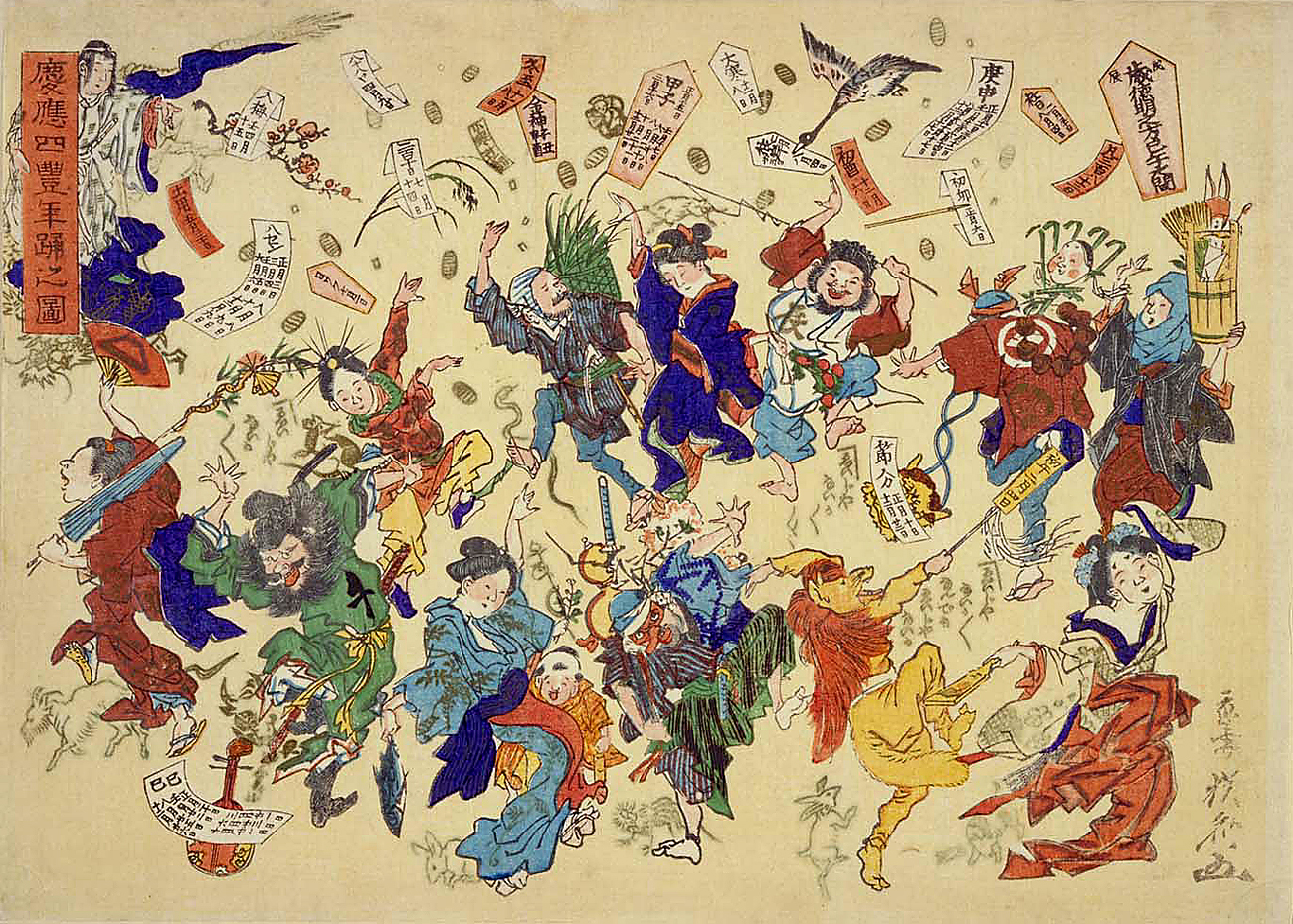
تصویری از انجام رقص در فستیوال «اِ جا نای کا» و بارش اوفودا از آسمان

اِ جا نای کا، به معنی چرا نه؟، کی اهمیت می‌ده!، به درک! (به ژاپنی: ええじゃないか Ee ja nai ka) مجموعه‌ای از جشن‌های مذهبی به شکل کارناوال و فعالیت‌های جمعی بود، که اغلب به عنوان اعتراضات سیاسی / اجتماعی شناخته می‌شود و در بسیاری از مناطق ژاپن از ژوئن ۱۸۶۷ تا مه ۱۸۶۸، در پایان دوره ادو و آغاز اصلاحات میجی دیده می‌شد.
در تاریخ چند مورد از جنون رقص دسته‌جمعی وجود دارد که در شهر یا روستایی نمودار شده‌است. رقص طاعون سال ۱۵۱۸ در اروپا مشهورترین نمونهٔ آن است. در رقص طاعون روستاییان و عمدتاً زنان درگیر بودند که در آن رقص روزها ادامه داشت و به نظر می‌رسد بدون دلیل شروع شده‌است و در برخی موارد افراد بر اثر رقص بسیار در اثر فشار و نارسایی قلبی جان خود را از دست می‌دادند.

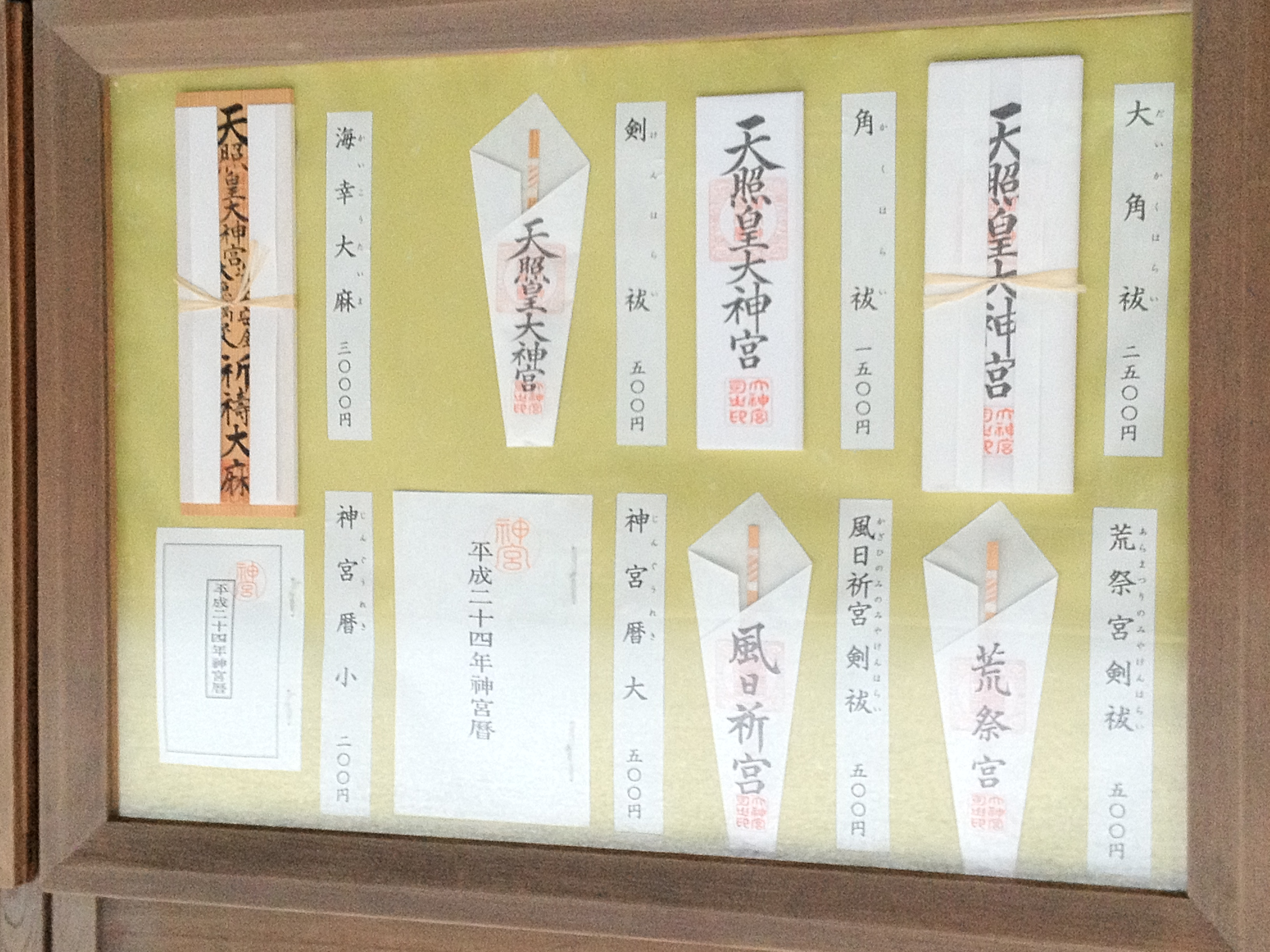
انواع گوناگون بلاگردان های ژاپنی به نام اوفودا

مردم ژاپن در زمان باکوماتسو از انتقال شکایات خود به شوگون خسته شده بودند و از آنها هیچ کمکی دریافت نمی‌کردند. برای مدتی، همه چیز ناامید کننده به نظر می‌رسید؛ بنابراین هنگامی که صدها بلاگردان معبد شینتویی معروف به اوفودا روزی از آسمان بارید، مردم به شیوه‌ای بی‌سابقه واکنش نشان دادند. مشخص نیست که این بلاگردان‌ها از کجا آمده بودند. این شایعه وجود داشت که بیشتر آنها متعلق به معبد ایسه هستند. معبد ایسه زیارتگاه برتر شینتوی ژاپن است که به ایزدبانوی خورشید یا آماتراسو اختصاص داده شده‌است. به‌طور طبیعی، بسیاری از مردم معتقد بودند که این واقعاً نعمتی از جانب خدایان یا کامی است. برخی دیگر بر این باور هستند که تعداد زیادی از بازرگانان در پشت پخش شدن این بلاگردان‌ها در هوا قرار داشتند، زیرا برخی از آنها حاوی آگهی‌های تبلیغاتی آشکار برای مشاغل محلی بودند.
توکایدو (جاده) یکی از جاده‌های پر مسافر در دوره ادو بود که دارای ایستگاه‌ها و مناظر مختلفی بود که در کارهای هنرمند مشهور بلوک‌های چوبی هیروشیگه به تصویر کشیده شده‌است. زیارت‌کنندگان، بازرگانان، راهبان و سایر مسافران برای حمل و نقل، غذا، پناهگاه و مهمتر از همه اطلاعات به توکایدو تکیه می‌کردند. منطقی است که «اِ جا نای کا» در این مسیر پر استفاده در سراسر ژاپن گسترش یابد.
مرزهای اجتماعی و جسمی در این جشن‌ها به‌طور عمده رها شده بود. افراد از هر طبقه اجتماعی در خیابان‌ها درهم آمیخته می‌شدند - سامورایی‌ها، بازرگانان، کشاورزان و غیره. خانه‌ها و محل‌های کار مملو از کارناوال بود. نقش‌های جنسیتی دائماً و با اشتیاق عوض می‌شد. مردان با لباس‌های زنانه به زن تبدیل می‌شدند، و زنان با لباس‌های مبدل به مرد تبدیل می‌شدند. نخستین مورد از این جشنواره پس از حدود سه روز و سه شب جشن در روز چهارم به پایان رسید.
در حالی که «اِ جا نای کا» بیشتر در مناطق شهری اتفاق می‌افتاد، اما به ندرت به جوامع کشاورزی روستایی نیز دیده می‌شد. مهم نیست که فستیوال «اِ جا نای کا» از چه شکلی برخوردار است، عبارت «اِ جا نای کا» در کل ژاپن به عنوان یک وجه مشترک به کار می‌رفت.
در این جشن‌ها شعرهای زیادی بارها و بارها خوانده می‌شد. محقق جورج ام. ویلسون در کتاب خود، ترجمه یک شعر که در طی اوج شکوفایی «اِ جا نای کا» رواج داشت را به این شکل ترجمه کرده‌است:
Nishi kara chôchara ga tonde kite،
پروانه‌ها از غرب وارد می‌شوند،
Kôbe no hama ni kane nuite،
مجذوب پول‌های بندر کوبه،
اِ جا نای کا، اِ جا نای کا!
به درک! به درک!
Nipponkoku e wa kami ga furu،
خدایان به ژاپن فرود می‌آیند،
Tôjin yashiki nya ishi ga furu،
در حالی که سنگ‌ها بر روی محله خارجی‌ها می‌ریزد،
اِ جا نای کا، اِ جا نای کا!
به درک! به درک!
اِ جا نای کا، اِ جا نای کا!
به درک! به درک!
با توجه به این شعر به نظر می‌رسد که احساس اصلی که در آن زمان توسط مردم مشترک بود، بیگانه‌هراسی بود. پخش و باریدن بلاگردان‌ها از هوا باعث به وجود آمدن احساسات مذهبی در بین مردم شده بود و به همین دلیل آنها به خدایان امید داشتند تا ژاپن را از هجوم این بیگانگان حریص نجات دهد. همچنین با توجه به این شعر آنها آرزو می‌کردند سنگ‌ها بر روی خارجی‌ها بیفتند، و این کاملاً برعکس نعمت‌های آرام بخش و زیبای خدایان است که به ژاپنی‌ها هدیه می‌شود.
در سال ۱۹۸۱، کارگردان ژاپنی شوهی ایمامورا فیلم خود ا جا نای کا (فیلم) را تولید کرد، که به‌طور عمدی تفسیر نادرستی از وقایع ارائه می‌دهد اما با این وجود فضای ناپایدار و متشنج عصر را نشان می‌دهد. شوهی ایمامورا پیش از این در نوشتن فیلم یوزو کاواشیما مربوط آخرین روزهای شوگون‌سالاری به نام خورشید باکوماتسو (幕末 太陽 傳، Bakumatsu taiyōden) در سال ۱۹۵۷ کمک کرده بود. این موضوع همچنین در سال ۱۹۶۹ در اثری به کارگردانی کیهاچی اوکاموتو و با شرکت توشیرو میفونه در فیلم شیر قرمز (赤 毛، Akage) به تصویر کشیده شده‌است. «اِ جا نای کا»، که تاکنون به عنوان بخشی از تاریخ ژاپن در زمان باکوماتسو ناشناخته بود، در سالهای اخیر در تولیدات اصلی تاریخی، مانند مجموعه تلویزیونی تایگا ،ریومادن و یائه نو ساکورا گنجانده شده و به تصویر کشیده شده‌است.